# Zuu
Albums de Denzel Curry
Ta13oo
(2018)
Singles
1. Ricky
Sortie : 9 mai 2019
2. Speedboat
Sortie : 21 mai 2019

Zuu, stylisé en lettre capitale, est le quatrième album studio du rappeur américain Denzel Curry, sorti le 31 mai 2019 sur le label Loma Vista.

## Historique
Curry dévoile le premier single de l'album le 9 mai 2019, intitulé Ricky. Cette chanson est un hommage à son père. Il est suivi de Speedboat, sorti le 21 mai suivant.
Zuu, titre de l'album, est l'un des surnoms de la ville d'origine du rappeur, Carol City, en Floride.

## Réception
Zuu reçoit un accueil unanime à sa sortie. Sur le site Metacritic, il obtient le score de 85/100, basé sur huit critiques.            
Neil Z. Yeung de AllMusic rédige une critique positive de Zuu et résume : « En moins d’une demi-heure, Curry s’établit non seulement comme l’un des artistes les plus compétents et les plus passionnants de sa génération, mais également digne de figurer dans le pedigree du rap de Miami, aux côtés des icônes locales qui ont inspiré ce joyau ».

## Liste des titres
| 1.    | Zuu                                    | - FnZ - Keanu Beats                       | 2:06 |
| 2.    | Ricky                                  | FnZ                                       | 2:27 |
| 3.    | Wish (featuring Kiddo Marv)            | - Charlie Heat - FnZ - Mickey De Grand IV | 3:12 |
| 4.    | Birdz (featuring Rick Ross)            | FnZ                                       | 3:24 |
| 5.    | Automatic (avec Tay Keith)             | Tay Keith                                 | 3:02 |
| 6.    | Speedboat                              | Rugah Rahj                                | 3:42 |
| 7.    | Bushy B interlude                      | FnZ                                       | 1:05 |
| 8.    | Yoo                                    |                                           | 1:04 |
| 9.    | Carolmart (featuring Ice Billion Berg) | - FnZ - Jasper Harris                     | 2:44 |
| 10.   | Shake 88 (featuring Sam Sneak)         | FnZ                                       | 2:27 |
| 11.   | Blackland 66.6                         |                                           | 0:49 |
| 12.   | P.A.T. (featuring PlayThatBoiZay)      | - Ronny J - FnZ                           | 3:00 |
| 29:02 |                                        |                                           |      |

## Classements hebdomadaires
| Classement (2019)                   | Meilleure position |
| ----------------------------------- | ------------------ |
| Australie (ARIA)                    | 18                 |
| Belgique (Flandre Ultratop)         | 38                 |
| Canada (Canadian Albums Chart)      | 36                 |
| États-Unis (Billboard 200)          | 32                 |
| États-Unis (Top R&B/Hip-Hop Albums) | 19                 |
| Finlande (Suomen virallinen lista)  | 33                 |
| France (SNEP)                       | 184                |
| Nouvelle-Zélande (RIANZ)            | 21                 |
| Norvège (VG-lista)                  | 27                 |
| Pays-Bas (Mega Album Top 100)       | 29                 |
| Royaume-Uni (UK Albums Chart)       | 61                 |